# Kenorlàndia
Kenorlàndia va ser un supercontinent que existí a la Terra fa uns 2.450 milions d'anys. Va sorgir de reiterades erupcions volcàniques, que van fer aflorar materials del mantell a l'escorça. Aquesta nova superfície es mantindria parcialment a les plaques actuals de Nord-amèrica, Austràlia i nord d'Europa, així com al Kalahari, tot i que se situava vora l'equador.
El trencament del continent va coincidir amb la glaciació huroniana i va accelerar el descens de temperatures, en impedir que arribés part de l'energia solar pels núvols volcànics i la disminució dels gasos responsables de l'efecte d'hivernacle per les contínues pluges.